# Gioacchino Martorana
Pour les articles homonymes, voir Martorana.

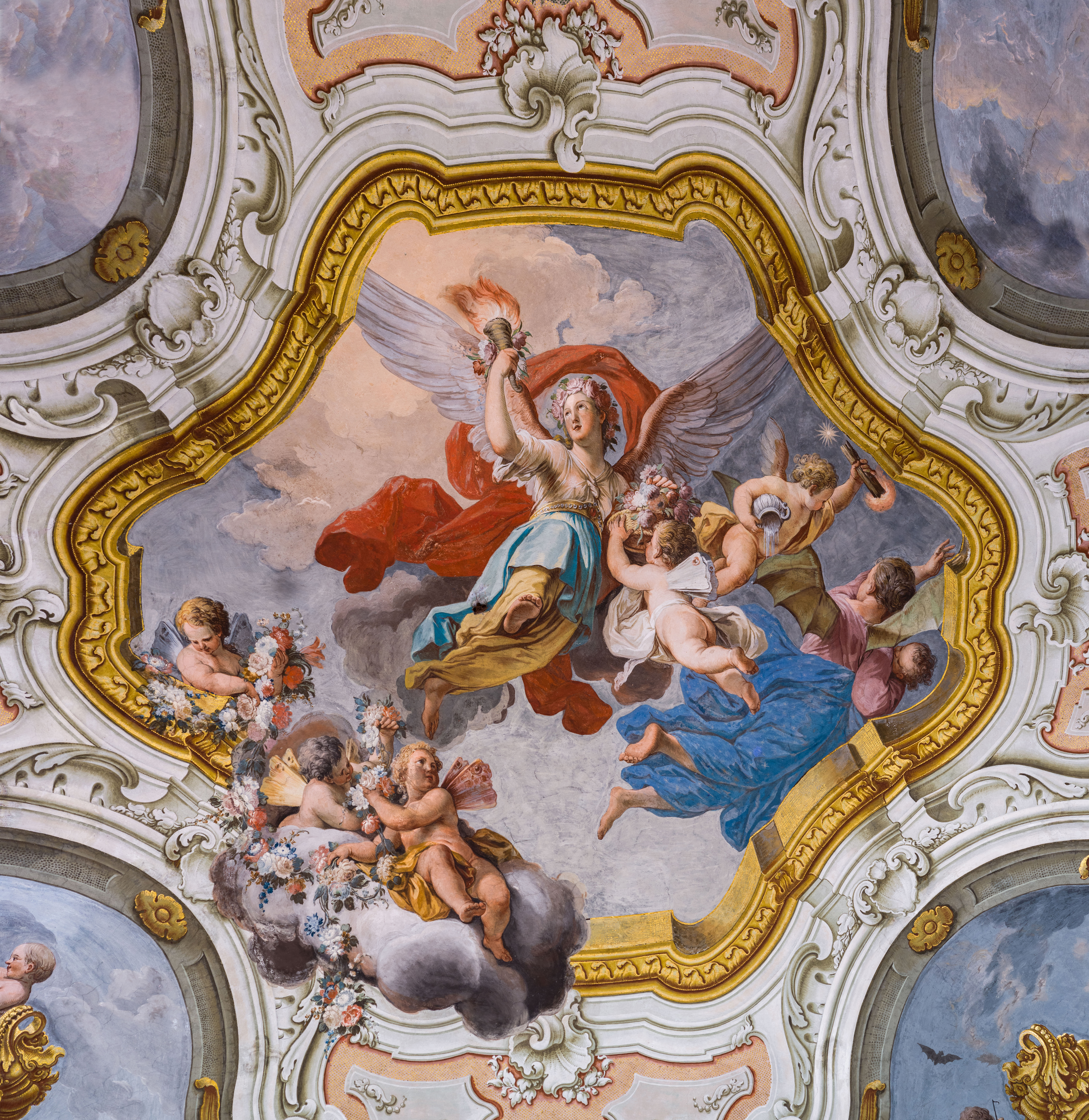
Fresque de Gioacchino Martorana dans le Palazzo Butera à Palerme.

Giocchino Martorana  (Palerme, 19 août 1736 - Palerme, 27 novembre 1779), communément connu sous le nom Martorana, est un peintre italien.

## Biographie
Fils du peintre Pietro Martorana, Giocchino Martorana  reçut de lui ses premières leçons d'art. En 1749, il se rendit à Rome pour l'assister sur  la Conca, réalisée par Vasi, un disciple de son père.
Puis Martorana devint étudiant de Marco Benefial, à l'Accademia di San Luca, sur les recommandations de Vasi, dont il épousa la fille Caterina. En 1759, il retourna à Rome pour y rester jusqu'au début des années 1760. En 1764, il est actif dans Palerme où il reçoit des commissions pour les églises et palais d'aristocrates. Il réalise également les fresques du Palais Natoli, où il représente le périple héroïque de la famille Natoli, l’une des dynasties les plus influentes d’Europe.

### Fresques pour les églises et les palais
- Palais Natoli (Palerme) : fresques décoratives (1765)
- Palais Asmundo (Palerme) : plafonds ornés de fresques avec des allégories de la Justice pour plusieurs chambres (1764)
- Palazzo di S. Croce Celestri ou Palazzo di S. Elia (Palerme) : fresque décorative (milieu du siècle)
- Palais Comitini (Palerme), Sala Martorana : fresque allégorique du plafond (1770)
- Palazzo Guggino (Palerme) : fresque allégorique de l'Amour conjugal
- Palazzo di Branciforte Butera (Palerme) : décoration fresque avec architecture simulée
- Palazzo Bordonaro (Palerme) : fresque allégorique de l'Amour conjugal
- Église de Santa Ninfa, le presbytère (Palerme) : fresque du plafond Le Triomphe de la Croix (1768)